# SNF Floerger
SNF  è il leader mondiale di poliacrilammide, con una capacità di 1190 kt/anno. Questi polimeri idrosolubili vengono impiegati nella produzione di acqua potabile, nel trattamento delle acque reflue, nel recupero assistito del petrolio, nelle miniere, nel settore cartario, in agricoltura, nei prodotti tessili e nei cosmetici.
Il gruppo SNF è composto da consociate e joint-venture presenti in oltre 40 paesi e produce in 21 stabilimenti situati in Europa, Asia, Australia e Americhe. La sede legale si trova a Andrézieux, nel dipartimento della Loira, a 25 km da Saint-Étienne. SNF vanta clienti in 130 paesi e fornisce prodotti a svariati settori industriali. Sebbene SNF faccia parte di una delle più grandi aziende chimiche di tutta la Francia,, rimane comunque scarsamente nota al grande pubblico in quanto si tratta di una società a capitale privato che opera principalmente nell'ambito del business-to-business.
Alla fine del 2019 il gruppo dava lavoro ad oltre 6.600 dipendenti per un volume d'affari di 3,4 G€.

## Settori di attività
I prodotti fabbricati da SNF vengono utilizzati in numerosi segmenti di mercato. Il fattore di crescita di SNF è la crescente scarsità delle risorse naturali, come acqua, petrolio e minerali.

### Produzione di acqua potabile
SNF produce coagulanti organici come i polyDadmac e le poliammine oltre a flocculanti poliacrilammidici. Questi prodotti vengono forniti direttamente agli utenti finali oppure attraverso società di servizi operanti con gli stabilimenti di produzione di acqua potabile.

### Trattamento delle acque reflue
Il mercato storico di SNF è il trattamento dell'acqua. I flocculanti poliacrilammidici vengono impiegati nei sedimentatori primari e soprattutto nella disidratazione dei fanghi.

### Petrolio
Le poliacrilammidi vengono utilizzate nel recupero assistito del petrolio (EOR), per migliorare sia la velocità che la quantità di petrolio estratto dal giacimento. Le tecniche più comuni sono l'iniezione di polimeri (PF), l'iniezione di polimeri e surfattanti (SP) e il processo polimero/surfattante/alcalino (ASP). Quest'ultimo sistema, qualora sia tecnicamente applicabile, può consentire di recuperare il 90% del petrolio presente.

### Gas (gas non convenzionale, gas di scisto, gas di carbon fossile)
Con il crescente successo della fratturazione idraulica come efficace tecnica di estrazione dei gas non convenzionali si è ampiamente diffuso l'utilizzo delle poliacrilammidi che vengono impiegate per la loro capacità di ridurre le perdite di carico dell'acqua diminuendo gli attriti, in modo tale da ottenere pressioni più elevate in fondo ai pozzi con la medesima capacità di pompaggio.

### Miniere
SNF produce reagenti a base di xantati per miniere.

### Settore cartario
SNF produce e commercializza con il marchio FLORET un gruppo di poliacrilammidi che vengono utilizzate da sole o in composti impiegati dal settore cartario nella parte umida delle macchine per la produzione della carta. La loro funzione è quella di migliorare la produttività, la ritenzione e il drenaggio. I coagulanti fungono da agenti fissativi per varie sostanze chimiche come coloranti e appretti e consentono la neutralizzazione della carica per il controllo della pece e della richiesta cationica. SNF produce anche resine sintetiche per resistenza a secco a base di acrilammide, gliossalate (FLOSTRENGTH) derivati dalla reazione di Hofmann. Queste resine, applicate alla pasta densa, conferiscono una maggiore resistenza a carta e cartone e consentono di sostituire le fibre con gradi di qualità inferiori o materiale di riempimento (PCC, GCC). Sono stati registrati incrementi di produttività.

### Agricoltura
I superassorbenti poliacrilammidici possono assorbire acqua fino a 400 volte il loro peso e pertanto vengono utilizzati per molteplici applicazioni, come il rimboschimento, l'orticoltura, l'architettura paesaggistica e i lavori ornamentali. Questi prodotti, venduti con il marchio AQUASORB, aumentano per molti anni la capacità idrica di ritenuta del terreno, riducono il tempo di irrigazione e la quantità di acqua impiegata e diminuiscono le perdite di acqua e sostanze nutritive legate alla lisciviazione.
I polimeri poliacrilammidici solubili vengono utilizzati per flocculare il terreno irrigato, migliorando pertanto la penetrazione dell'acqua e l'aerazione del terreno e riducendo al contempo l'erosione di quest'ultimo.

### Prodotti tessili
Gli addensanti per prodotti tessili FLOPRINT vengono impiegati nella stampa a pigmenti, reattiva e a dispersione e sono disponibili sotto forma di emulsioni inverse standard, emulsioni inverse disidratate e polveri. SNF realizza anche prodotti ausiliari per l'industria tessile utilizzati come antimigranti, disperdenti, appretti e agenti fissativi.

### Cosmetici
SNF produce ausiliari per cosmetici, ossia agenti di trattamento, modificatori reologici e carbomeri, disponibili con i marchi FLOCARE e FLOGEL. Il primo, noto come Polyquaternium  6, 7, 11 e 22, viene impiegato per i trattamenti per capelli  e gli shampoo per il corpo. Questi prodotti hanno affinità con la cheratina e pertanto proteggono, rinforzano e riparano la fibra del capello. I modificatori reologici si basano su agenti addensanti[ per emulsione inversa destinati a formulazioni per la pelle e creme districanti per capelli. I carbomeri, basati sulla tecnologia della precipitazione, sono gli addensanti più diffusi nell'industria cosmetica.

### Soluzioni funzionali
SNF produce anche polimeri speciali come FLOSET per il settore delle costruzioni e ingegneria civile, FLOSPERSE come disperdenti, FLOSOFT e FLOGEL per le applicazioni di manutenzione domestica, METALSORB come agenti chelanti per metalli pesanti e ODORFLO come agenti di controllo degli odori.

## Produzione
Tra il 2001 e il 2011 SNF ha investito 1,0 GEUR in impianti di produzione dislocati in tutto il mondo. Attualmente SNF possiede pertanto un totale di 20 stabilimenti produttivi in Europa, America, Asia ed Australia, tra cui spiccano 7 impianti principali situati a Andrézieux (Francia), Riceboro (Georgia, USA), Taixing e Rudong (Cina), Ulsan (Corea), Plaquemine (Louisiana, USA) e Vizag (India). Alla fine del 2019 la capacità di produzione mondiale era pari a 1190 kt/anno di polimero attivo.